# Sassofortino
Sassofortino ist ein Ortsteil (Fraktion, italienisch frazione) von Roccastrada in der Provinz Grosseto, Region Toskana in Italien.

## Geografie
Der Ort liegt 4,8 km nordwestlich des Hauptortes Roccastrada, 29 km nördlich der Provinzhauptstadt Grosseto, 84 km südlich von Florenz und 37 km südwestlich von Siena. Der Ort liegt in der Landschaft der Maremma und in den Colline Metallifere bei 560 m s.l.m. unterhalb des Berges Monte Sassoforte (789 m). Das Castello di Sassoforte befindet sich ca. 1 km nordwestlich des Ortes. Der Ort hatte 815 Einwohner im Jahre 2001.

## Geschichte

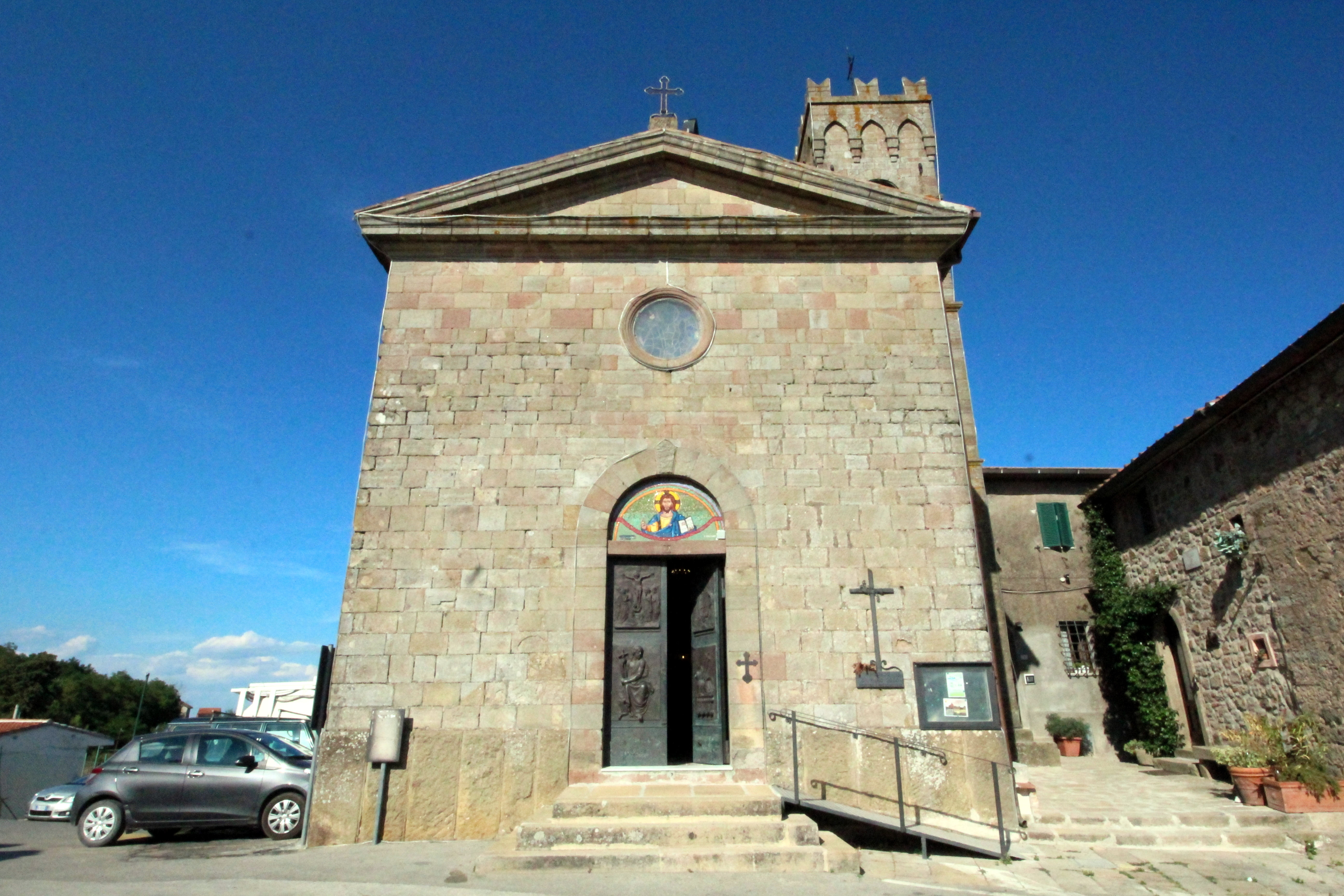
Die Kirche San Michele Arcangelo im Ortskern

Die Burg Castello di Sassoforte wurde erstmals 1076 in einem Dokument der Aldobrandeschi als Saxoforte erwähnt, als Ildebrando Aldobrandeschi einige seiner Besitztümer der Kirche von Montemassi vermachte. Das Borgo (Unterstadt) wurde erstmals im 12. Jahrhundert erwähnt. Die Aldobrandeschi gaben danach ihre Ländereien als Lehenswesen an den lokalen Herren Uguccione da Sassoforte degli Ardengheschi, was 1221 durch Friedrich II. bestätigt wurde. Der Bruch zwischen den Aldobrandeschi und den Ardengheschi folgte kurze Zeit später aus politischen Gründen, als die Ardengheschi im Konflikt der Ghibellinen und Guelfen sich dem ghibellinischen Siena 1254 unterwarfen und somit im Kontrast zu den päpstlich gesinnten Aldobrandeschi standen. Durch diesen Umstand entging der Ort dem Konflikt im Vorfeld der Schlacht von Montaperti und wurde im Gegensatz zu Montemassi von den Kampfhandlungen verschont, doch bereits 1270 zeigten sich Differenzen mit Siena und dem Nachbarort Roccatederighi, die nun unter guelfischen Regierungen standen. Zudem waren die Beziehungen zu dem benachbarten Ort Torniella (heute ebenfalls Gemeinde Roccastrada) unter der Herrschaft der Pannocchieschi ebenfalls gestört, was zu einer Intervention durch Siena führte. 1328 wurde der Ort (wie Montemassi) durch Guidoriccio da Fogliano belagert und eingenommen. Nachdem die Ortsherren Ghinozzo e Longarello del fu Pepo da Sassoforte von den Aldobrandeschi nach Santa Fiora gebracht wurde, erwarb Siena den zuvor eroberten Ort von den Aldobrandeschi am 27. Februar 1330 für eine Summe von 5500 Fiorini und riss die Befestigungsmauern nieder, um die Republik vor weiteren Gebrauch der Burg gegen sie zu schützen. Die fast verlassene Burg wurde 1368 von den Salimbeni reaktiviert, doch bereits 1404 von Pietro di Niccolò dei Salimbeni für 2000 Fiorini wieder an Siena verkauft, da die Salimbeni in Siena schon politische Schwierigkeiten hatten und später die Stadt Siena (in den 1420er Jahren) verlassen mussten. Die Mehrheit der Bevölkerung ließ sich danach im unterhalb liegenden Borgo Sassofortino nieder. Nach der Niederlage der Republik Siena 1555 gegen die Republik Florenz fiel der Ort ebenfalls (wie Siena) dem Herzogtum Toskana zu. Nach der Einheit Italiens 1861 wurde der Ort Teil der Gemeinde Roccastrada.

## Sassofortino in der Kunstgeschichte

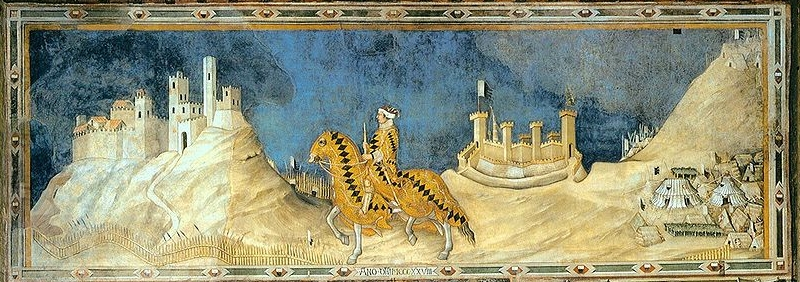
Das Gemälde Guidoriccio da Fogliano des Simone Martini im Palazzo Pubblico von Siena, rechtsseitig das Castello di Sassoforte

Bekanntheit erreichte der Ort durch das Fresko Guidoriccio da Fogliano all’assedio di Montemassi (Guidoriccio da Fogliano bei der Belagerung von Montemassi) des Simone Martini im Sala del Mappamondo des Palazzo Pubblico in Siena. Die Burg linksseitig stellt Montemassi dar, die Burg mittig wahrscheinlich Sassofortino bzw. Sassoforte. Das Bild zeigt den Condottiere Guidoriccio da Fogliano bei der Belagerung von Montemassi.

## Sehenswürdigkeiten

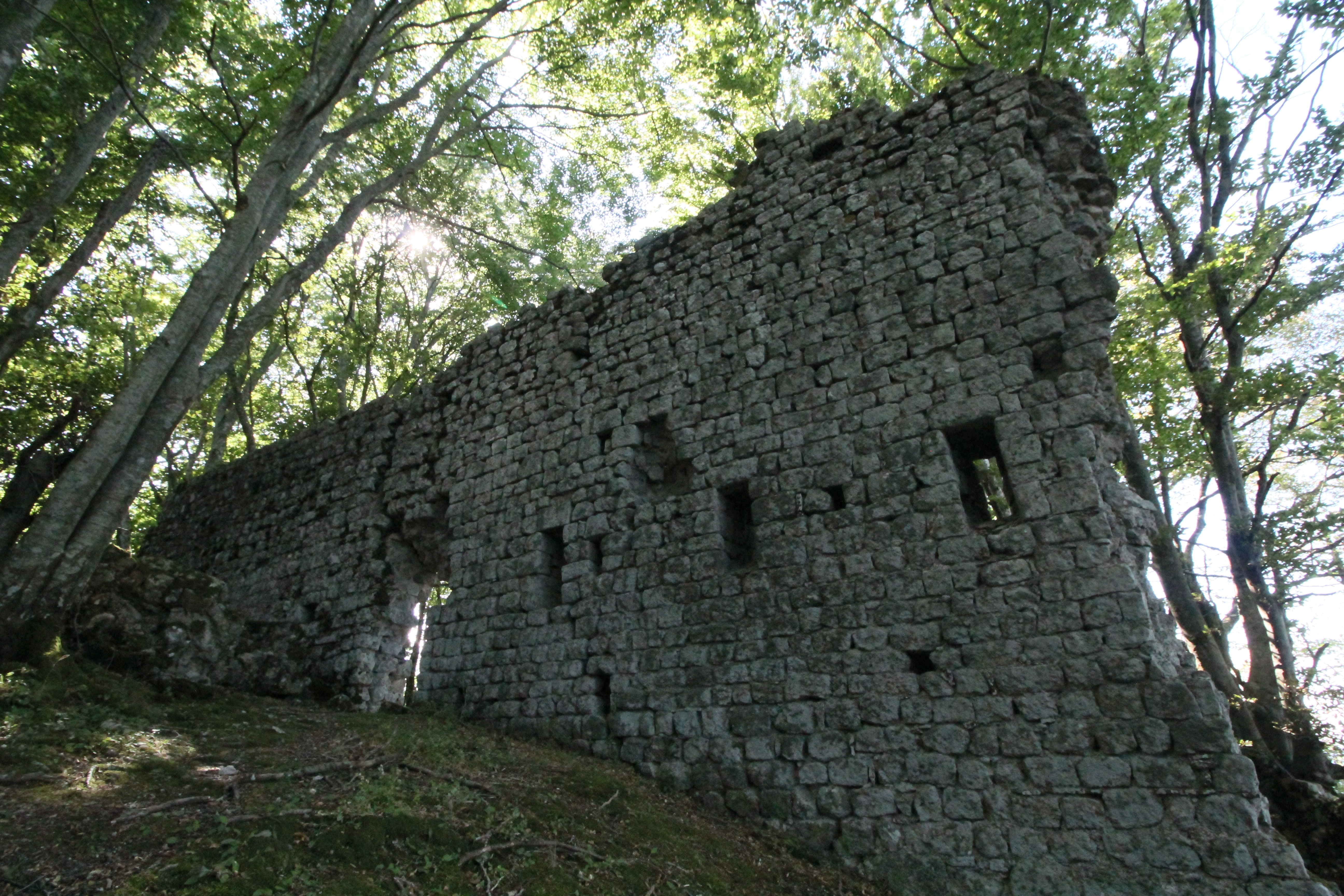
Die Burgruine Castello di Sassoforte am Berg Monte Sassoforte, kurz außerhalb des Ortes

- Chiesa di San Michele Arcangelo, Hauptkirche im historischen Ortskern mit Campanile aus dem Jahr 1893. Enthält im Presbiterio das Werk Madonna col Bambino, San Giuseppe e Santa Caterina da Siena aus dem späten 16. Jahrhundert, entstanden durch einen Künstler aus dem Umkreis des Alessandro Casolani.[3]
- Confraternita del Santissimo Nome di Gesù, auch Oratorio del Santissimo Nome di Gesù oder della Misericordia genannt, der Kirche San Michele anliegendes Oratorium. Entstand 1853.[3]
- Biotopo del Sassoforte, Naturpark am Berg Sassoforte.
- Monte Sassoforte, Berg oberhalb des Ortes, der Berggipfel liegt bei 789 m.[9]
- Castello di Sassoforte, Burgruine auf der Bergspitze des Monte Sassoforte, entstand im 11. Jahrhundert durch die Aldobrandeschi (Siehe Geschichte).[10]
- Pieve di Caminino, Pieve aus dem 11. Jahrhundert, die der Santissima Trinità geweiht ist. Sie liegt ca. 1 km südlich des Ortes und entstand zwischen dem 12. und 13. Jahrhundert.[5]

## Sport
- In Sassofortino wird noch heute der Sport Palla eh! ausgetragen.